# 도나티붐
도나티붐 (donativum, 복수형 도나티바 donativa)은 로마 황제들이 로마 군단의 병사들이나 친위대에게 뿌린, 금전으로 된 증여물에 붙여진 명칭이다.
도나티바의 목적은 다양했다. 어떤 경우는 받은 호의에 대한 감사의 표현이었고, 답례로 기대되는 호의에 대한 직접적인 뇌물이기도 했다. 도나티바는 각 신인 황제의 재위 시작 시점에 보통 행해졌다. 2세기와 3세기 동안에, 이 뇌물의 형태는 로마의 성공적인 통치자에게 있어서 중요한 부분이 되었다. 이러한 경우가 235년부터 248년까지 많은 군인 황제 때였다.
황제 개인에게 있어 친밀했던 친위대는 황제위 보존에 있어 최대의 위협이기도 했다. 로마에 배치되어 있는 군단은 나타나 재빠르게 암살을 하기가 어려웠다. 따라서 도나티붐은 친위대의 지지와 충성심을 사는 데 있어 탁월한 방법을 제공했다.
아우구스투스 황제는 친위대에게 유서로 상당한 양의 금액을 유증했지만, 티베리우스 시기가 되고서야 금품의 증여가 의무적인 것으로 여겨졌다. 친위대는 자신들의 지휘관인 세야누스가 권좌에서 실각할 때 눈을 감는 대가로 도나티붐을 받기도 했다. 친위대 대원들은 세야누스를 지지하지 않는 대가로 각자 금붙이 10개씩을 수여받았다.
41년, 칼리굴라의 암살 이후, 친위대는 클라우디우스를 지지했는데, 얼마 후 원로원은 친위대가 그를 황제로 옹립했다는 걸 알게 되었다. 클라우디우스는 근위대원들에게 금붙이 150개 혹은 3,750 데나리우스를 주었고, 클라우디우스의 즉위를 기념해 원로원 의원들에게 100 세스테르티우스가 더해졌다. 도나티붐이라는 관습의 피할 수 없는 결과는 193년의 디디우스 율리아누스에게 제국을 경매한 것이었다.

## 14–193년까지 친위대에 대한 황제의 증여
| 14–193년까지 친위대에 대한 황제의 증여 | 14–193년까지 친위대에 대한 황제의 증여 | 14–193년까지 친위대에 대한 황제의 증여                  | 14–193년까지 친위대에 대한 황제의 증여 |
| 연도                                   | 황제                                   | 의도 및 특이사항                                        | 데나리우스                             |
| -------------------------------------- | -------------------------------------- | ------------------------------------------------------- | -------------------------------------- |
| 14                                     | 아우구스투스                           | 유언                                                    | 250                                    |
| 31                                     | 티베리우스                             | 세야누스 사태에서 충성심                                | 1,000                                  |
| 37                                     | 칼리굴라                               | 즉위                                                    | 500                                    |
| 41                                     | 클라우디우스                           | 즉위                                                    | 3,750                                  |
| 연간                                   | 클라우디우스                           | 즉위 기념으로 매년                                      | 25                                     |
| 54                                     | 네로                                   | 즉위                                                    | 3,750                                  |
|                                        |                                        | 암살에 대한 대가                                        | 500 혹은 그보다 적게                   |
| 69                                     | 갈바                                   | 님피디우스 사비누스가 약속했으나 지불되지 않음          | 7,500                                  |
| 69                                     | 오토                                   | 약속                                                    | 1,250                                  |
| 69                                     | 비텔리우스                             | 약속                                                    | 1,250                                  |
| 69                                     | 베스파시아누스                         | 정기적인 도나티붐                                       | 알려져 있지 않음                       |
| 79                                     | 티투스                                 | 정기적인 도나티붐                                       | 알려져 있지 않음                       |
| 81                                     | 도미티아누스                           | 보통의 도나티붐의 두 배를 고려했지만 보통의 경우를 택함 | 알려져 있지 않음                       |
| 96                                     | 네르바                                 | 정기적인 도나티붐                                       | 알려져 있지 않음                       |
| 98                                     | 트라야누스                             | 정기적인 도나티붐                                       | 알려져 있지 않음                       |
| 117                                    | 하드리아누스                           | 보통 금액의 두 배                                       | 알려져 있지 않음                       |
| 136                                    | 하드리아누스                           | 아일리우스 입양에 따른 정기적인 도나티붐                | 알려져 있지 않음                       |
| 138                                    | 안토니누스 피우스                      | 정기적인 도나티붐 및 딸의 결혼 기념                     | 알려져 있지 않음                       |
| 161                                    | 마르쿠스 아우렐리우스                  | 베루스와 공동 통치                                      | 5,000                                  |
| 180                                    | 콤모두스                               | 정기적인 도나티붐, 두 번째도 약속했지만 지불되지 않음   | 알려져 있지 않음                       |
| 193                                    | 페르티낙스                             | 콤모두스의 도나티붐을 강제로 대신 지불함                | 3,000                                  |
| 193                                    | 디디우스 율리아누스                    | 황제 자리를 사들임                                      | 7,250                                  |
| 193                                    | 셉티미우스 세베루스                    | 도나티붐을 약속했으나 적게 줌                           | 250                                    |

## 같이 보기
- 콩기아리움